# Ernst Frommhold (Maler)
Ernst Frommhold (* 17. November 1879 in Leipzig; † 24. Juni 1955 ebenda) war ein bekannter deutscher Landschafts- und Marinemaler.
Ernst Frommhold stammte aus einer Bauernfamilie, die in der Umgebung von Leipzig ansässig war. Nach dem Schulbesuch durfte er nicht seiner Neigung entsprechend an der Leipziger Kunstakademie Malerei studieren, sondern musste eine Lehre als Kaufmann absolvieren und machte sich schließlich in diesem Berufszweig selbstständig. Die künstlerische Betätigung, der er sich bereits seit seiner Kindheit widmete, führt er währenddessen in seiner Freizeit fort. Zahlreiche Studienaufenthalte führten ihn unter anderem nach Italien, in die Schweiz und zwei Mal mit einem Dampfschiff über die Nordsee bis vor die isländische Küste.
Nach der Inflation in Folge des Ersten Weltkriegs gab er sein Geschäft auf und lebte nunmehr ausschließlich von der Malerei. Um sich dafür die nötige fachliche Anerkennung zu verschaffen, plante er doch noch an der Akademie in Leipzig zu studieren. Dort soll er allerdings von Professor Hey den Hinweis erhalten haben, dieser könne ihm nichts Neues mehr vermitteln und Frommhold solle nur weitermachen wie bisher.
Frommhold war 1937, 1938, 1939 und 1940 auf der Großen Deutschen Kunstausstellung in München mit sechs Gemälden vertreten. Davon kaufte 1939 der Generaldirektor der Deutschen Bank Emil Georg von Stauß das Bild „Im Herzen Großdeutschlands“ und 1940 die Reichsführung SS „Fruchtbares Land“.
1951 zog der Künstler nach Karlsruhe, wo er sich in seinen letzten Jahren besonders vom benachbarten Schwarzwald inspirieren ließ. Nachdem er eine Herzerkrankung gerade überstanden hatte, starb er überraschend im Jahr 1955.
Frommhold blieb den traditionellen Kompositionen und Themen verhaftet und ließ sich von den expressionistischen Strömungen zu Beginn des 20. Jahrhunderts nicht beeinflussen. Mit leicht flüchtigem Pinselduktus gab Frommhold sowohl seine heimische Landschaft als auch die Landschaften, die er auf seinen Reisen gesehen hatte, wieder. Einen Schwerpunkt bildeten die Hügellandschaften Mitteldeutschlands sowie Waldmotive aus dem Taunus. Anerkennung und Verbreitung fanden auch seine Erntebilder. Zu seinen Werken gehören beispielsweise „Sommerliche Mittelgebirgslandschaft“, „Erntelandschaft mit Weizengarben“, „Frühling im Berchtesgadener Land mit dem Kleinen und Großen Watzmann“, „Sonniger Waldweg“, „Weg ins Tal“. Sein bekanntestes Werk ist „Windstärke 10“. Seine Arbeiten sowie zahlreiche Reproduktionen befinden sich überwiegend in Privatbesitz.